# Lista najlepszych piłkarzy roku na Ukrainie
Lista 33 najlepszych piłkarzy roku na Ukrainie – coroczny plebiscyt na trzech najlepszych ukraińskich piłkarzy grających na różnych pozycjach (3 × 11 = 33). O wyniku plebiscytu decydują głosy oddane przez przedstawicieli wydań prasowych i internetowych, agencji informacyjnych, radia i telewizji oraz służb prasowych piłkarskich klubów. Różne wydania prowadzą swoje plebiscyty.
Po sezonach 1992/1993, 1996/1997 i 1997/1998 FFU wybierał 33 najlepszych piłkarzy. Nie wiadomo, czy wyniki zostały oficjalnie podane do wiadomości publicznej.
Od 1999 taką tradycję kontynuowała sportowa gazeta „Komanda”. Wydanie nominuje jedynie ukraińskich piłkarzy, którzy grają na odpowiednich pozycjach na najwyższym poziomie nawet w innych krajach.

## Zwycięzcy według gazety „Komanda”

### 1999
| Pozycja             | Nr 1                 | Nr 1                      | Nr 2             | Nr 2                   | Nr 3                | Nr 3                            |
| Pozycja             | Piłkarz              | Klub                      | Piłkarz          | Klub                   | Piłkarz             | Klub                            |
| ------------------- | -------------------- | ------------------------- | ---------------- | ---------------------- | ------------------- | ------------------------------- |
| Bramkarz            | Ołeksandr Szowkowski | Dynamo Kijów              | Jurij Wirt       | Szachtar Donieck       | Ołeksandr Ławrencow | Krywbas Krzywy Róg              |
| Prawy obrońca       | Ołeh Łużny           | Dynamo Kijów Arsenal F.C. | Dmytro Parfionow | Spartak Moskwa         | Mychajło Starostiak | Szachtar Donieck                |
| Centralny obrońca   | Władysław Waszczuk   | Dynamo Kijów              | Serhij Mizin     | Karpaty Lwów           | Andrij Aniszczenko  | Krywbas Krzywy Róg              |
| Centralny obrońca   | Ołeksandr Hołowko    | Dynamo Kijów              | Serhij Popow     | Szachtar Donieck       | Serhij Fedorow      | Dynamo Kijów                    |
| Lewy obrońca        | Wołodymyr Mykytyn    | Szachtar Donieck          | Jurij Dmytrulin  | Dynamo Kijów           | Ołeksandr Hranowski | Krywbas Krzywy Róg              |
| Prawy pomocnik      | Ihor Kostiuk         | Worskła Połtawa           | Wasyl Kardasz    | Dynamo Kijów           | Hennadij Zubow      | Szachtar Donieck                |
| Defensywny pomocnik | Jurij Maksymow       | Werder Brema              | Andrij Husin     | Dynamo Kijów           | Serhij Kowalow      | Szachtar Donieck                |
| Ofensywny pomocnik  | Hennadij Moroz       | Krywbas Krzywy Róg        | Serhij Kandaurow | SL Benfica             | Eduard Cychmejstruk | CSKA Kijów                      |
| Lewy pomocnik       | Witalij Kosowski     | Dynamo Kijów              | Roman Maksymiuk  | Zenit Petersburg       | Hennadij Orbu       | Szachtar Donieck                |
| Prawy napastnik     | Serhij Rebrow        | Dynamo Kijów              | Iwan Hecko       | Karpaty Lwów           | Ołeksandr Palanycia | Karpaty Lwów Krywbas Krzywy Róg |
| Lewy napastnik      | Andrij Szewczenko    | Dynamo Kijów A.C. Milan   | Serhij Skaczenko | Torpedo Moskwa FC Metz | Wołodymyr Maziar    | Worskła Połtawa                 |

### 2000
| Pozycja             | Nr 1                | Nr 1                     | Nr 2                  | Nr 2                                | Nr 3                   | Nr 3                                      |
| Pozycja             | Piłkarz             | Klub                     | Piłkarz               | Klub                                | Piłkarz                | Klub                                      |
| ------------------- | ------------------- | ------------------------ | --------------------- | ----------------------------------- | ---------------------- | ----------------------------------------- |
| Bramkarz            | Jurij Wirt          | Szachtar Donieck         | Ołeksandr Szowkowski  | Dynamo Kijów                        | Maksim Lewicki         | Czernomoriec Noworosyjsk AS Saint-Étienne |
| Prawy obrońca       | Ołeh Łużny          | Arsenal F.C.             | Dmytro Parfionow      | Spartak Moskwa                      | Mychajło Starostiak    | Szachtar Donieck                          |
| Centralny obrońca   | Władysław Waszczuk  | Dynamo Kijów             | Mykoła Wołosianko     | Metałurh Mariupol CSKA Kijów        | Wołodymyr Heraszczenko | Dnipro Dniepropetrowsk                    |
| Centralny obrońca   | Ołeksandr Hołowko   | Dynamo Kijów             | Wołodymyr Jaksmanycki | Metałurh Donieck                    | Jarosław Choma         | Szachtar Donieck                          |
| Lewy obrońca        | Jurij Dmytrulin     | Dynamo Kijów             | Andrij Nesmaczny      | Dynamo Kijów                        | Wjaczesław Szewczuk    | Metałurh Zaporoże Szachtar Donieck        |
| Prawy pomocnik      | Hennadij Zubow      | Szachtar Donieck         | Maksym Kałynyczenko   | Spartak Moskwa                      | Wałentyn Połtaweć      | Metałurh Zaporoże Dnipro Dniepropetrowsk  |
| Defensywny pomocnik | Andrij Husin        | Dynamo Kijów             | Anatolij Tymoszczuk   | Szachtar Donieck                    | Serhij Popow           | Szachtar Donieck                          |
| Ofensywny pomocnik  | Eduard Cychmejstruk | CSKA Kijów Lewski Sofia  | Hennadij Moroz        | Krywbas Krzywy Róg                  | Serhij Tkaczenko       | CSKA Kijów                                |
| Lewy pomocnik       | Ołeksandr Pryzetko  | Czernomoriec Noworosyjsk | Artem Jaszkin         | Dynamo Kijów                        | Andrij Koniuszenko     | Metałurh Zaporoże                         |
| Napastnik           | Andrij Szewczenko   | A.C. Milan               | Serhij Atelkin        | Szachtar Donieck                    | Iwan Hecko             | Krywbas Krzywy Róg                        |
| Napastnik           | Andrij Worobiej     | Szachtar Donieck         | Serhij Rebrow         | Dynamo Kijów Tottenham Hotspur F.C. | Ołeksij Bielik         | Szachtar Donieck                          |

### 2001
| Pozycja             | Nr 1                   | Nr 1                    | Nr 2                   | Nr 2                     | Nr 3                  | Nr 3                                      |
| Pozycja             | Piłkarz                | Klub                    | Piłkarz                | Klub                     | Piłkarz               | Klub                                      |
| ------------------- | ---------------------- | ----------------------- | ---------------------- | ------------------------ | --------------------- | ----------------------------------------- |
| Bramkarz            | Witalij Rewa           | CSKA Kijów Dynamo Kijów | Maksim Lewicki         | Spartak Moskwa           | Serhij Perchun        | CSKA Moskwa                               |
| Prawy obrońca       | Mychajło Starostiak    | Szachtar Donieck        | Jurij Dmytrulin        | Dynamo Kijów             | Ołeh Łużny            | Arsenal F.C.                              |
| Centralny obrońca   | Władysław Waszczuk     | Dynamo Kijów            | Wołodymyr Heraszczenko | Dnipro Dniepropetrowsk   | Mykoła Wołosianko     | CSKA Kijów Arsenał Kijów                  |
| Centralny obrońca   | Ołeksandr Hołowko      | Dynamo Kijów            | Serhij Fedorow         | Dynamo Kijów             | Wołodymyr Jaksmanycki | Metałurh Donieck                          |
| Lewy obrońca        | Andrij Nesmaczny       | Dynamo Kijów            | Serhij Popow           | Szachtar Donieck         | Serhij Zadorożny      | Dnipro Dniepropetrowsk                    |
| Prawy pomocnik      | Hennadij Zubow         | Szachtar Donieck        | Wołodymyr Ponomarenko  | Krywbas Krzywy Róg       | Serhij Walajew        | Dnipro Dniepropetrowsk                    |
| Defensywny pomocnik | Andrij Husin           | Dynamo Kijów            | Anatolij Tymoszczuk    | Szachtar Donieck         | Dmytro Parfionow      | Spartak Moskwa                            |
| Ofensywny pomocnik  | Andrij Woronin         | 1. FSV Mainz 05         | Serhij Zakarluka       | CSKA Kijów Arsenał Kijów | Rusłan Walejew        | De Graafschap Doetinchem                  |
| Lewy pomocnik       | Serhij Szyszczenko     | Metałurh Donieck        | Wiktor Skrypnyk        | Werder Brema             | Ołeksandr Spiwak      | Zenit Petersburg                          |
| Napastnik           | Andrij Szewczenko      | A.C. Milan              | Andrij Worobiej        | Szachtar Donieck         | Witalij Puszkuca      | Czernomoriec Noworosyjsk Metalist Charków |
| Napastnik           | Ołeksandr Mełaszczenko | Dynamo Kijów            | Serhij Rebrow          | Tottenham Hotspur F.C.   | Ołeksij Bielik        | Szachtar Donieck                          |

### 2002
| Pozycja             | Nr 1                | Nr 1                   | Nr 2                | Nr 2                                | Nr 3                 | Nr 3                                      |
| Pozycja             | Piłkarz             | Klub                   | Piłkarz             | Klub                                | Piłkarz              | Klub                                      |
| ------------------- | ------------------- | ---------------------- | ------------------- | ----------------------------------- | -------------------- | ----------------------------------------- |
| Bramkarz            | Witalij Rewa        | Dynamo Kijów           | Dmytro Szutkow      | Szachtar Donieck                    | Mykoła Medin         | Dnipro Dniepropetrowsk                    |
| Prawy obrońca       | Ołeh Łużny          | Arsenal F.C.           | Mychajło Starostiak | Szachtar Donieck                    | Dmytro Parfionow     | Spartak Moskwa                            |
| Centralny obrońca   | Hennadij Moroz      | Dnipro Dniepropetrowsk | Bohdan Szerszun     | Dnipro Dniepropetrowsk CSKA Moskwa  | Andrij Czernow       | Karpaty Lwów Arsenał Kijów                |
| Centralny obrońca   | Serhij Fedorow      | Dynamo Kijów           | Wołodymyr Jezerski  | Dnipro Dniepropetrowsk              | Serhij Matiuchin     | Krywbas Krzywy Róg Dnipro Dniepropetrowsk |
| Lewy obrońca        | Wiktor Skrypnyk     | Werder Brema           | Jurij Dmytrulin     | Dynamo Kijów                        | Andrij Nesmaczny     | Dynamo Kijów                              |
| Prawy pomocnik      | Hennadij Zubow      | Szachtar Donieck       | Mykoła Nakoneczny   | Borysfen Boryspol Arsenał Kijów     | Serhij Tkaczenko     | Arsenał Kijów Metałurh Donieck            |
| Defensywny pomocnik | Anatolij Tymoszczuk | Szachtar Donieck       | Andrij Husin        | Dynamo Kijów                        | Serhij Kormilcew     | Torpedo Moskwa                            |
| Ofensywny pomocnik  | Maksym Kałynyczenko | Spartak Moskwa         | Rusłan Rotań        | Dnipro Dniepropetrowsk              | Wałentyn Połtaweć    | Dnipro Dniepropetrowsk Arsenał Kijów      |
| Lewy pomocnik       | Serhij Szyszczenko  | Metałurh Donieck       | Serhij Zakarluka    | Metałurh Donieck                    | Serhij Serebrennikow | Dynamo Kijów Club Brugge                  |
| Napastnik           | Andrij Szewczenko   | A.C. Milan             | Ołeh Wenhłynski     | Dynamo Kijów Dnipro Dniepropetrowsk | Ołeksij Bielik       | Szachtar Donieck                          |
| Napastnik           | Andrij Woronin      | 1. FSV Mainz 05        | Andrij Worobiej     | Szachtar Donieck                    | Wołodymyr Musolitin  | Krywbas Krzywy Róg                        |

### 2003
| Pozycja             | Nr 1                 | Nr 1                   | Nr 2                 | Nr 2                       | Nr 3                | Nr 3                   |
| Pozycja             | Piłkarz              | Klub                   | Piłkarz              | Klub                       | Piłkarz             | Klub                   |
| ------------------- | -------------------- | ---------------------- | -------------------- | -------------------------- | ------------------- | ---------------------- |
| Bramkarz            | Ołeksandr Szowkowski | Dynamo Kijów           | Mykoła Medin         | Dnipro Dniepropetrowsk     | Witalij Rudenko     | Czornomoreć Odessa     |
| Prawy obrońca       | Jurij Dmytrulin      | Dynamo Kijów           | Wołodymyr Jezerski   | Dnipro Dniepropetrowsk     | Ołeksij Haj         | Szachtar Donieck       |
| Centralny obrońca   | Serhij Fedorow       | Dynamo Kijów           | Serhij Matiuchin     | Dnipro Dniepropetrowsk     | Bohdan Szerszun     | CSKA Moskwa            |
| Lewy obrońca        | Andrij Nesmaczny     | Dynamo Kijów           | Roman Maksymiuk      | Dnipro Dniepropetrowsk     | Ołeksandr Radczenko | Dnipro Dniepropetrowsk |
| Prawy pomocnik      | Ołeh Husiew          | Dynamo Kijów           | Serhij Rebrow        | Fenerbahçe SK              | Rusłan Kostyszyn    | Dnipro Dniepropetrowsk |
| Defensywny pomocnik | Anatolij Tymoszczuk  | Szachtar Donieck       | Dmytro Mychajłenko   | Dnipro Dniepropetrowsk     | Andrij Husin        | Dynamo Kijów           |
| Ofensywny pomocnik  | Ołeksandr Rykun      | Dnipro Dniepropetrowsk | Serhij Mizin         | Karpaty Lwów               | Rusłan Bidnenko     | Borysfen Boryspol      |
| Lewy pomocnik       | Rusłan Rotań         | Dnipro Dniepropetrowsk | Ołeksandr Spiwak     | Zenit Petersburg           | Andrij Kyrłyk       | Czornomoreć Odessa     |
| Napastnik           | Ołeh Wenhłynski      | Dnipro Dniepropetrowsk | Ołeksandr Kosyrin    | Czornomoreć Odessa         | Taras Kabanow       | Karpaty Lwów           |
| Napastnik           | Andrij Szewczenko    | A.C. Milan             | Andrij Woronin       | 1. FSV Mainz 05 1. FC Köln | Kostiantyn Babycz   | Illicziwec Mariupol    |
| Napastnik           | Andrij Worobiej      | Szachtar Donieck       | Kostiantyn Bałabanow | Czornomoreć Odessa         | Serhij Szyszczenko  | Metałurh Donieck       |

### 2004
| Pozycja             | Nr 1                 | Nr 1                           | Nr 2                  | Nr 2                               | Nr 3                | Nr 3                   |
| Pozycja             | Piłkarz              | Klub                           | Piłkarz               | Klub                               | Piłkarz             | Klub                   |
| ------------------- | -------------------- | ------------------------------ | --------------------- | ---------------------------------- | ------------------- | ---------------------- |
| Bramkarz            | Ołeksandr Szowkowski | Dynamo Kijów                   | Wjaczesław Kernozenko | Dnipro Dniepropetrowsk             | Witalij Rewa        | Dynamo Kijów           |
| Prawy obrońca       | Dmytro Parfionow     | Spartak Moskwa                 | Mychajło Starostiak   | Szachtar Donieck Szynnik Jarosławl | Ołeksij Haj         | Szachtar Donieck       |
| Centralny obrońca   | Andrij Rusoł         | Dnipro Dniepropetrowsk         | Wjaczesław Czeczer    | Metałurh Donieck                   | Ołeksandr Perszyn   | Arsenał Kijów          |
| Centralny obrońca   | Wołodymyr Jezerski   | Dnipro Dniepropetrowsk         | Serhij Fedorow        | Dynamo Kijów                       | Serhij Matiuchin    | Dnipro Dniepropetrowsk |
| Lewy obrońca        | Andrij Nesmaczny     | Dynamo Kijów                   | Ołeksandr Radczenko   | Dnipro Dniepropetrowsk             | Wjaczesław Szewczuk | Szynnik Jarosławl      |
| Prawy pomocnik      | Ołeh Husiew          | Dynamo Kijów                   | Serhij Tkaczenko      | Metałurh Donieck                   | Rusłan Kostyszyn    | Dnipro Dniepropetrowsk |
| Defensywny pomocnik | Anatolij Tymoszczuk  | Szachtar Donieck               | Andrij Husin          | Dynamo Kijów                       | Ołeh Szełajew       | Dnipro Dniepropetrowsk |
| Ofensywny pomocnik  | Ołeksandr Rykun      | Dnipro Dniepropetrowsk         | Serhij Nazarenko      | Dnipro Dniepropetrowsk             | Serhij Zakarluka    | Illicziwec Mariupol    |
| Lewy pomocnik       | Rusłan Rotań         | Dnipro Dniepropetrowsk         | Andrij Worobiej       | Szachtar Donieck                   | Andrij Kyrłyk       | Czornomoreć Odessa     |
| Napastnik           | Andrij Szewczenko    | A.C. Milan                     | Ołeksandr Kosyrin     | Czornomoreć Odessa                 | Ołeksij Bielik      | Szachtar Donieck       |
| Napastnik           | Andrij Woronin       | 1. FC Köln Bayer 04 Leverkusen | Ołeh Wenhłynski       | Dnipro Dniepropetrowsk             | Ołeh Jaszczuk       | RSC Anderlecht         |

### 2005
| Pozycja             | Nr 1                 | Nr 1                                | Nr 2                | Nr 2                                    | Nr 3               | Nr 3                                |
| Pozycja             | Piłkarz              | Klub                                | Piłkarz             | Klub                                    | Piłkarz            | Klub                                |
| ------------------- | -------------------- | ----------------------------------- | ------------------- | --------------------------------------- | ------------------ | ----------------------------------- |
| Bramkarz            | Ołeksandr Szowkowski | Dynamo Kijów                        | Maksym Starcew      | Tawrija Symferopol Krywbas Krzywy Róg   | Ilja Blizniuk      | Tom Tomsk                           |
| Prawy obrońca       | Ołeh Husiew          | Dynamo Kijów                        | Ołeksandr Radczenko | Dnipro Dniepropetrowsk                  | Serhij Tkaczenko   | Metałurh Donieck                    |
| Centralny obrońca   | Władysław Waszczuk   | Czornomoreć Odessa Dynamo Kijów     | Andrij Rusoł        | Dnipro Dniepropetrowsk                  | Dmytro Czyhrynski  | Metałurh Zaporoże                   |
| Centralny obrońca   | Serhij Fedorow       | Dynamo Kijów                        | Wołodymyr Jezerski  | Dnipro Dniepropetrowsk                  | Ołeksandr Jacenko  | Dynamo Kijów FK Charków             |
| Lewy obrońca        | Andrij Nesmaczny     | Dynamo Kijów                        | Wjaczesław Szewczuk | Dnipro Dniepropetrowsk Szachtar Donieck | Serhij Symonenko   | Czornomoreć Odessa                  |
| Prawy pomocnik      | Serhij Rebrow        | West Ham United F.C. Dynamo Kijów   | Maksym Kałynyczenko | Spartak Moskwa                          | Andrij Worobiej    | Szachtar Donieck                    |
| Defensywny pomocnik | Anatolij Tymoszczuk  | Szachtar Donieck                    | Ołeh Szełajew       | Dnipro Dniepropetrowsk                  | Ołeksandr Maksymow | FK Charków                          |
| Ofensywny pomocnik  | Andrij Husin         | Krylja Sowietow Samara              | Serhij Nazarenko    | Dnipro Dniepropetrowsk                  | Ołeksij Haj        | Illicziwec Mariupol                 |
| Lewy pomocnik       | Rusłan Rotań         | Dnipro Dniepropetrowsk Dynamo Kijów | Serhij Szyszczenko  | Metałurh Donieck                        | Ołeksandr Spiwak   | Zenit Petersburg                    |
| Napastnik           | Andrij Woronin       | Bayer 04 Leverkusen                 | Ołeksij Bielik      | Szachtar Donieck                        | Artem Miłewski     | Dynamo Kijów                        |
| Napastnik           | Andrij Szewczenko    | A.C. Milan                          | Wasyl Saczko        | Wołyń Łuck                              | Ołeksandr Kosyrin  | Czornomoreć Odessa Metałurh Donieck |

### 2006
| Pozycja             | Nr 1                 | Nr 1                    | Nr 2                  | Nr 2                              | Nr 3                  | Nr 3                                    |
| Pozycja             | Piłkarz              | Klub                    | Piłkarz               | Klub                              | Piłkarz               | Klub                                    |
| ------------------- | -------------------- | ----------------------- | --------------------- | --------------------------------- | --------------------- | --------------------------------------- |
| Bramkarz            | Ołeksandr Szowkowski | Dynamo Kijów            | Andrij Piatow         | Worskła Połtawa                   | Wjaczesław Kernozenko | Dnipro Dniepropetrowsk                  |
| Prawy obrońca       | Wołodymyr Jezerski   | Dnipro Dniepropetrowsk  | Wjaczesław Swiderski  | Arsenał Kijów Szachtar Donieck    | Hryhorij Jarmasz      | Worskła Połtawa                         |
| Centralny obrońca   | Andrij Rusoł         | Dnipro Dniepropetrowsk  | Ołeksandr Kuczer      | Metalist Charków Szachtar Donieck | Ołeksandr Jacenko     | FK Charków                              |
| Centralny obrońca   | Dmytro Czyhrynski    | Szachtar Donieck        | Bohdan Szerszun       | Dnipro Dniepropetrowsk            | Władysław Waszczuk    | Dynamo Kijów                            |
| Lewy obrońca        | Andrij Nesmaczny     | Dynamo Kijów            | Ołeksandr Romanczuk   | Arsenał Kijów                     | Serhij Symonenko      | Czornomoreć Odessa                      |
| Prawy pomocnik      | Ołeh Husiew          | Dynamo Kijów            | Kostiantyn Jaroszenko | Arsenał Kijów                     | Ihor Chudobjak        | Karpaty Lwów                            |
| Defensywny pomocnik | Anatolij Tymoszczuk  | Szachtar Donieck        | Ołeh Szełajew         | Dnipro Dniepropetrowsk            | Taras Mychałyk        | Dynamo Kijów                            |
| Ofensywny pomocnik  | Serhij Nazarenko     | Dnipro Dniepropetrowsk  | Serhij Rebrow         | Dynamo Kijów                      | Ołeksandr Rykun       | Dnipro Dniepropetrowsk Metalist Charków |
| Lewy pomocnik       | Maksym Kałynyczenko  | Spartak Moskwa          | Jewhen Łewczenko      | FC Groningen                      | Rusłan Rotań          | Dnipro Dniepropetrowsk                  |
| Napastnik           | Andrij Woronin       | Bayer 04 Leverkusen     | Artem Miłewski        | Dynamo Kijów                      | Ołeksandr Hładky      | FK Charków                              |
| Napastnik           | Andrij Szewczenko    | A.C. Milan Chelsea F.C. | Ołeksij Bielik        | Szachtar Donieck                  | Rusłan Fomin          | Metalist Charków                        |

### 2007
| Pozycja             | Nr 1                  | Nr 1                                    | Nr 2                 | Nr 2                                    | Nr 3               | Nr 3                                      |
| Pozycja             | Piłkarz               | Klub                                    | Piłkarz              | Klub                                    | Piłkarz            | Klub                                      |
| ------------------- | --------------------- | --------------------------------------- | -------------------- | --------------------------------------- | ------------------ | ----------------------------------------- |
| Bramkarz            | Wjaczesław Kernozenko | Dnipro Dniepropetrowsk                  | Ołeksandr Szowkowski | Dynamo Kijów                            | Andrij Piatow      | Worskła Połtawa Szachtar Donieck          |
| Prawy obrońca       | Wołodymyr Jezerski    | Dnipro Dniepropetrowsk Szachtar Donieck | Ołeksij Haj          | Szachtar Donieck                        | Hryhorij Jarmasz   | Worskła Połtawa                           |
| Centralny obrońca   | Andrij Rusoł          | Dnipro Dniepropetrowsk                  | Dmytro Czyhrynski    | Szachtar Donieck                        | Bohdan Szerszun    | Dnipro Dniepropetrowsk                    |
| Centralny obrońca   | Ołeksandr Hrycaj      | Dnipro Dniepropetrowsk                  | Ołeksandr Kuczer     | Szachtar Donieck                        | Andrij Berezowczuk | Metalist Charków                          |
| Lewy obrońca        | Andrij Nesmaczny      | Dynamo Kijów                            | Ołeksandr Romanczuk  | Dnipro Dniepropetrowsk Arsenał Kijów    | Maksym Paszajew    | Dnipro Dniepropetrowsk Krywbas Krzywy Róg |
| Prawy pomocnik      | Ołeh Husiew           | Dynamo Kijów                            | Serhij Serebrennikow | Cercle Brugge                           | Ihor Chudobjak     | Karpaty Lwów                              |
| Defensywny pomocnik | Anatolij Tymoszczuk   | Zenit Petersburg                        | Ołeh Szełajew        | Dnipro Dniepropetrowsk                  | Taras Mychałyk     | Dynamo Kijów                              |
| Ofensywny pomocnik  | Serhij Nazarenko      | Dnipro Dniepropetrowsk                  | Ołeksandr Rykun      | Metalist Charków                        | Serhij Krawczenko  | Worskła Połtawa                           |
| Lewy pomocnik       | Maksym Kałynyczenko   | Spartak Moskwa                          | Serhij Pyłypczuk     | Spartak Nalczyk                         | Dmytro Lopa        | Dnipro Dniepropetrowsk                    |
| Napastnik           | Andrij Woronin        | Bayer 04 Leverkusen Liverpool F.C.      | Andrij Worobiej      | Szachtar Donieck Dnipro Dniepropetrowsk | Wołodymyr Homeniuk | Tawrija Symferopol                        |
| Napastnik           | Andrij Szewczenko     | Chelsea F.C.                            | Ołeksandr Hładky     | FK Charków Szachtar Donieck             | Rusłan Fomin       | Szachtar Donieck Metalist Charków         |

### 2008
| Pozycja             | Nr 1                | Nr 1                                      | Nr 2                | Nr 2                           | Nr 3                | Nr 3                                |
| Pozycja             | Piłkarz             | Klub                                      | Piłkarz             | Klub                           | Piłkarz             | Klub                                |
| ------------------- | ------------------- | ----------------------------------------- | ------------------- | ------------------------------ | ------------------- | ----------------------------------- |
| Bramkarz            | Andrij Piatow       | Szachtar Donieck                          | Stanisław Bohusz    | Metałurh Zaporoże Dynamo Kijów | Ołeksandr Horiainow | Metalist Charków                    |
| Prawy obrońca       | Hryhorij Jarmasz    | Worskła Połtawa                           | Witalij Mandziuk    | Dynamo Kijów Arsenał Kijów     | Wołodymyr Jezerski  | Szachtar Donieck                    |
| Centralny obrońca   | Dmytro Czyhrynski   | Szachtar Donieck                          | Wjaczesław Czeczer  | Metałurh Donieck               | Mykoła Iszczenko    | Karpaty Lwów Szachtar Donieck       |
| Centralny obrońca   | Taras Mychałyk      | Dynamo Kijów                              | Ołeksandr Kuczer    | Szachtar Donieck               | Andrij Rusoł        | Dnipro Dniepropetrowsk              |
| Lewy obrońca        | Maksym Paszajew     | Krywbas Krzywy Róg Dnipro Dniepropetrowsk | Wjaczesław Szewczuk | Szachtar Donieck               | Serhij Symonenko    | Arsenał Kijów                       |
| Prawy pomocnik      | Serhij Nazarenko    | Dnipro Dniepropetrowsk                    | Denys Olijnyk       | Dynamo Kijów Arsenał Kijów     | Denys Kułakow       | Worskła Połtawa                     |
| Defensywny pomocnik | Anatolij Tymoszczuk | Zenit Petersburg                          | Wałentyn Slusar     | Metalist Charków               | Jewhen Łewczenko    | FC Groningen                        |
| Ofensywny pomocnik  | Serhij Krawczenko   | Worskła Połtawa                           | Ołeksandr Alijew    | Dynamo Kijów                   | Serhij Walajew      | Metalist Charków                    |
| Lewy pomocnik       | Serhij Rebrow       | Rubin Kazań                               | Denys Hołajdo       | Tawrija Symferopol             | Ołeksij Hodin       | Metałurh Zaporoże                   |
| Napastnik           | Jewhen Sełezniow    | Arsenał Kijów Szachtar Donieck            | Wołodymyr Homeniuk  | Tawrija Symferopol             | Ołeksandr Kosyrin   | Metałurh Donieck Czornomoreć Odessa |
| Napastnik           | Artem Miłewski      | Dynamo Kijów                              | Marko Dević         | Metalist Charków               | Andrij Szewczenko   | Chelsea F.C. A.C. Milan             |

### 2009
| Pozycja             | Nr 1              | Nr 1                                    | Nr 2                 | Nr 2                                 | Nr 3                | Nr 3                              |
| Pozycja             | Piłkarz           | Klub                                    | Piłkarz              | Klub                                 | Piłkarz             | Klub                              |
| ------------------- | ----------------- | --------------------------------------- | -------------------- | ------------------------------------ | ------------------- | --------------------------------- |
| Bramkarz            | Andrij Piatow     | Szachtar Donieck                        | Ołeksandr Szowkowski | Dynamo Kijów                         | Ołeksandr Horiainow | Metalist Charków                  |
| Prawy obrońca       | Wasyl Kobin       | Karpaty Lwów Szachtar Donieck           | Artem Fedecki        | Szachtar Donieck Karpaty Lwów        | Hryhorij Jarmasz    | Worskła Połtawa                   |
| Centralny obrońca   | Jewhen Chaczeridi | Dynamo Kijów                            | Taras Mychałyk       | Dynamo Kijów                         | Wjaczesław Czeczer  | Metałurh Donieck                  |
| Centralny obrońca   | Dmytro Czyhrynski | Szachtar Donieck FC Barcelona           | Ołeksandr Kuczer     | Szachtar Donieck                     | Wołodymyr Czesnakow | Worskła Połtawa                   |
| Lewy obrońca        | Jarosław Rakicki  | Szachtar Donieck                        | Ihor Oszczypko       | Karpaty Lwów                         | Wjaczesław Szewczuk | Szachtar Donieck                  |
| Prawy pomocnik      | Denys Kułakow     | Worskła Połtawa                         | Ołeh Husiew          | Dynamo Kijów                         | Denys Kożanow       | Karpaty Lwów                      |
| Defensywny pomocnik | Rusłan Rotań      | Dnipro Dniepropetrowsk                  | Ołeksij Haj          | Szachtar Donieck                     | Anatolij Tymoszczuk | Zenit Petersburg Bayern Monachium |
| Ofensywny pomocnik  | Serhij Nazarenko  | Dnipro Dniepropetrowsk                  | Andrij Szewczenko    | A.C. Milan Chelsea F.C. Dynamo Kijów | Ołeksandr Rykun     | Metalist Charków                  |
| Lewy pomocnik       | Denys Olijnyk     | Metalist Charków                        | Ołeksandr Jakowenko  | RSC Anderlecht K.V.C. Westerlo       | Andrij Jarmołenko   | Dynamo Kijów                      |
| Napastnik           | Jewhen Sełezniow  | Szachtar Donieck Dnipro Dniepropetrowsk | Ołeksandr Kowpak     | Tawrija Symferopol                   | Wasyl Saczko        | Worskła Połtawa                   |
| Napastnik           | Artem Miłewski    | Dynamo Kijów                            | Serhij Kuznecow      | Karpaty Lwów                         | Wołodymyr Homeniuk  | Dnipro Dniepropetrowsk            |

### 2010
| Pozycja             | Nr 1                | Nr 1                               | Nr 2                | Nr 2                             | Nr 3                | Nr 3                           |
| Pozycja             | Piłkarz             | Klub                               | Piłkarz             | Klub                             | Piłkarz             | Klub                           |
| ------------------- | ------------------- | ---------------------------------- | ------------------- | -------------------------------- | ------------------- | ------------------------------ |
| Bramkarz            | Andrij Piatow       | Szachtar Donieck                   | Andrij Dykań        | Terek Grozny Spartak Moskwa      | Maksym Kowal        | Metałurh Zaporoże Dynamo Kijów |
| Prawy obrońca       | Artem Fedecki       | Karpaty Lwów                       | Bohdan Butko        | Szachtar Donieck Wołyń Łuck      | Witalij Mandziuk    | Dnipro Dniepropetrowsk         |
| Centralny obrońca   | Dmytro Czyhrynski   | FC Barcelona Szachtar Donieck      | Andrij Rusoł        | Dnipro Dniepropetrowsk           | Ihor Płastun        | Obołoń Kijów                   |
| Centralny obrońca   | Jarosław Rakicki    | Szachtar Donieck                   | Taras Mychałyk      | Dynamo Kijów                     | Jewhen Czeberiaczko | Dnipro Dniepropetrowsk         |
| Lewy obrońca        | Ołeksandr Romanczuk | Arsenał Kijów Metalist Charków     | Jewhen Selin        | Metalist Charków Worskła Połtawa | Wołodymyr Polowy    | Metałurh Zaporoże              |
| Prawy pomocnik      | Denys Kułakow       | Worskła Połtawa                    | Ołeh Husiew         | Dynamo Kijów                     | Denys Kożanow       | Karpaty Lwów                   |
| Defensywny pomocnik | Taras Stepanenko    | Metałurh Zaporoże Szachtar Donieck | Anatolij Tymoszczuk | Bayern Monachium                 | Rusłan Rotań        | Dnipro Dniepropetrowsk         |
| Ofensywny pomocnik  | Ołeksandr Alijew    | Lokomotiw Moskwa                   | Ihor Chudobjak      | Karpaty Lwów                     | Serhij Nazarenko    | Dnipro Dniepropetrowsk         |
| Lewy pomocnik       | Jewhen Konoplanka   | Dnipro Dniepropetrowsk             | Andrij Jarmołenko   | Dynamo Kijów                     | Denys Olijnyk       | Metalist Charków               |
| Napastnik           | Jewhen Sełezniow    | Dnipro Dniepropetrowsk             | Andrij Szewczenko   | Dynamo Kijów                     | Jewhen Pawłow       | Wołyń Łuck                     |
| Napastnik           | Marko Dević         | Metalist Charków                   | Artem Miłewski      | Dynamo Kijów                     | Ołeksandr Kowpak    | Tawrija Symferopol             |

### 2011
| Pozycja             | Nr 1                 | Nr 1                                      | Nr 2                | Nr 2                                   | Nr 3                | Nr 3                                    |
| Pozycja             | Piłkarz              | Klub                                      | Piłkarz             | Klub                                   | Piłkarz             | Klub                                    |
| ------------------- | -------------------- | ----------------------------------------- | ------------------- | -------------------------------------- | ------------------- | --------------------------------------- |
| Bramkarz            | Ołeksandr Szowkowski | Dynamo Kijów                              | Andrij Dykań        | Spartak Moskwa                         | Ołeksandr Rybka     | Obołoń Kijów Szachtar Donieck           |
| Prawy obrońca       | Bohdan Butko         | Wołyń Łuck Illicziweć Mariupol            | Artem Fedecki       | Karpaty Lwów                           | Witalij Mandziuk    | Dnipro Dniepropetrowsk                  |
| Centralny obrońca   | Ołeksandr Kuczer     | Szachtar Donieck                          | Dmytro Czyhrynski   | Szachtar Donieck                       | Wjaczesław Czeczer  | Metałurh Donieck                        |
| Centralny obrońca   | Jarosław Rakicki     | Szachtar Donieck                          | Taras Mychałyk      | Dynamo Kijów                           | Kyryło Petrow       | Krywbas Krzywy Róg                      |
| Lewy obrońca        | Jewhen Selin         | Worskła Połtawa                           | Wjaczesław Szewczuk | Szachtar Donieck                       | Serhij Pszenycznych | Metalist Charków                        |
| Prawy pomocnik      | Ołeh Husiew          | Dynamo Kijów                              | Denys Kułakow       | Worskła Połtawa Dnipro Dniepropetrowsk | Denys Olijnyk       | Metalist Charków Dnipro Dniepropetrowsk |
| Defensywny pomocnik | Anatolij Tymoszczuk  | Bayern Monachium                          | Rusłan Rotań        | Dnipro Dniepropetrowsk                 | Denys Harmasz       | Dynamo Kijów                            |
| Ofensywny pomocnik  | Serhij Nazarenko     | Dnipro Dniepropetrowsk Tawrija Symferopol | Roman Bezus         | Worskła Połtawa                        | Ołeksandr Alijew    | Dynamo Kijów                            |
| Lewy pomocnik       | Andrij Jarmołenko    | Dynamo Kijów                              | Jewhen Konoplanka   | Dnipro Dniepropetrowsk                 | Pawło Rebenok       | Czornomoreć Odessa Worskła Połtawa      |
| Napastnik           | Marko Dević          | Metalist Charków                          | Andrij Szewczenko   | Dynamo Kijów                           | Jewhen Sełezniow    | Dnipro Dniepropetrowsk Szachtar Donieck |
| Napastnik           | Andrij Woronin       | Dinamo Moskwa                             | Artem Miłewski      | Dynamo Kijów                           | Anton Szynder       | Tawrija Symferopol                      |

### 2012
| Pozycja             | Nr 1              | Nr 1                                    | Nr 2                | Nr 2                               | Nr 3                | Nr 3                                |
| Pozycja             | Piłkarz           | Klub                                    | Piłkarz             | Klub                               | Piłkarz             | Klub                                |
| ------------------- | ----------------- | --------------------------------------- | ------------------- | ---------------------------------- | ------------------- | ----------------------------------- |
| Bramkarz            | Andrij Piatow     | Szachtar Donieck                        | Ołeksandr Horiainow | Metalist Charków                   | Maksym Kowal        | Dynamo Kijów                        |
| Prawy obrońca       | Witalij Mandziuk  | Dnipro Dniepropetrowsk                  | Bohdan Butko        | Illicziweć Mariupol                | Serhij Siminin      | Wołyń Łuck                          |
| Centralny obrońca   | Ołeksandr Kuczer  | Szachtar Donieck                        | Andrij Berezowczuk  | Metalist Charków                   | Ołeksandr Wołowyk   | Metałurh Donieck                    |
| Centralny obrońca   | Jewhen Chaczeridi | Dynamo Kijów                            | Jarosław Rakicki    | Szachtar Donieck                   | Jewhen Czeberiaczko | Dnipro Dniepropetrowsk              |
| Lewy obrońca        | Jewhen Selin      | Worskła Połtawa                         | Wołodymyr Polowy    | Arsenał Kijów                      | Serhij Pszenycznych | Metalist Charków                    |
| Prawy pomocnik      | Andrij Jarmołenko | Dynamo Kijów                            | Ołeh Husiew         | Dynamo Kijów                       | Witalij Fedotow     | Illicziweć Mariupol                 |
| Defensywny pomocnik | Rusłan Rotań      | Dnipro Dniepropetrowsk                  | Anatolij Tymoszczuk | Bayern Monachium                   | Denys Harmasz       | Dynamo Kijów                        |
| Ofensywny pomocnik  | Roman Bezus       | Worskła Połtawa                         | Serhij Nazarenko    | Tawrija Symferopol                 | Ołeksandr Alijew    | Dynamo Kijów Dnipro Dniepropetrowsk |
| Lewy pomocnik       | Jewhen Konoplanka | Dnipro Dniepropetrowsk                  | Ołeksandr Jakowenko | Oud-Heverlee Leuven RSC Anderlecht | Pawło Ksionz        | Karpaty Lwów                        |
| Napastnik           | Andrij Szewczenko | Dynamo Kijów                            | Roman Zozula        | Dnipro Dniepropetrowsk             | Ołeksandr Kowpak    | Arsenał Kijów                       |
| Napastnik           | Jewhen Sełezniow  | Szachtar Donieck Dnipro Dniepropetrowsk | Marko Dević         | Metalist Charków Szachtar Donieck  | Anton Szynder       | Tawrija Symferopol                  |

### 2013
| Pozycja             | Nr 1                | Nr 1                   | Nr 2                | Nr 2                   | Nr 3                 | Nr 3                                  |
| Pozycja             | Piłkarz             | Klub                   | Piłkarz             | Klub                   | Piłkarz              | Klub                                  |
| ------------------- | ------------------- | ---------------------- | ------------------- | ---------------------- | -------------------- | ------------------------------------- |
| Bramkarz            | Andrij Piatow       | Szachtar Donieck       | Dmytro Bezotosny    | Czornomoreć Odessa     | Rustam Chudżamow     | Illicziweć Mariupol                   |
| Prawy obrońca       | Artem Fedecki       | Dnipro Dniepropetrowsk | Witalij Mandziuk    | Dnipro Dniepropetrowsk | Pawło Ksionz         | Karpaty Lwów Metalist Charków         |
| Centralny obrońca   | Ołeksandr Kuczer    | Szachtar Donieck       | Jewhen Czeberiaczko | Dnipro Dniepropetrowsk | Wjaczesław Czeczer   | Metałurh Donieck                      |
| Centralny obrońca   | Jewhen Chaczeridi   | Dynamo Kijów           | Jarosław Rakicki    | Szachtar Donieck       | Iwan Ordeć           | Illicziweć Mariupol                   |
| Lewy obrońca        | Wjaczesław Szewczuk | Szachtar Donieck       | Jewhen Makarenko    | Dynamo Kijów           | Artem Putiwcew       | Illicziweć Mariupol                   |
| Prawy pomocnik      | Andrij Jarmołenko   | Dynamo Kijów           | Ołeh Husiew         | Dynamo Kijów           | Artem Hromow         | Worskła Połtawa                       |
| Defensywny pomocnik | Rusłan Rotań        | Dnipro Dniepropetrowsk | Taras Stepanenko    | Szachtar Donieck       | Kyryło Kowalczuk     | Czornomoreć Odessa                    |
| Ofensywny pomocnik  | Denys Harmasz       | Dynamo Kijów           | Edmar               | Metalist Charków       | Denys Dedeczko       | Krywbas Krzywy Róg Worskła Połtawa    |
| Lewy pomocnik       | Jewhen Konoplanka   | Dnipro Dniepropetrowsk | Serhij Rybałka      | Slovan Liberec         | Dmytro Chomczenowski | Zoria Ługańsk                         |
| Napastnik           | Marko Dević         | Metalist Charków       | Roman Bezus         | Dynamo Kijów           | Andrij Woronin       | Fortuna Düsseldorf Dinamo Moskwa      |
| Napastnik           | Roman Zozula        | Dnipro Dniepropetrowsk | Jewhen Sełezniow    | Dnipro Dniepropetrowsk | Ołeksij Antonow      | Krywbas Krzywy Róg Czornomoreć Odessa |

### 2014
| Pozycja             | Nr 1                | Nr 1                   | Nr 2                 | Nr 2                                 | Nr 3                | Nr 3                           |
| Pozycja             | Piłkarz             | Klub                   | Piłkarz              | Klub                                 | Piłkarz             | Klub                           |
| ------------------- | ------------------- | ---------------------- | -------------------- | ------------------------------------ | ------------------- | ------------------------------ |
| Bramkarz            | Andrij Piatow       | Szachtar Donieck       | Ołeksandr Szowkowski | Dynamo Kijów                         | Denys Bojko         | Dnipro Dniepropetrowsk         |
| Prawy obrońca       | Artem Fedecki       | Dnipro Dniepropetrowsk | Mykoła Moroziuk      | Metałurh Donieck                     | Mykyta Kameniuka    | Zoria Ługańsk                  |
| Centralny obrońca   | Ołeksandr Kuczer    | Szachtar Donieck       | Jarosław Rakicki     | Szachtar Donieck                     | Andrij Pylawski     | Maccabi Hajfa Zoria Ługańsk    |
| Centralny obrońca   | Jewhen Chaczeridi   | Dynamo Kijów           | Iwan Ordeć           | Illicziweć Mariupol Szachtar Donieck | Jewhen Czeberiaczko | Dnipro Dniepropetrowsk         |
| Lewy obrońca        | Wjaczesław Szewczuk | Szachtar Donieck       | Jewhen Makarenko     | Dynamo Kijów                         | Wołodymyr Kostewycz | Karpaty Lwów                   |
| Prawy pomocnik      | Andrij Jarmołenko   | Dynamo Kijów           | Pawło Ksionz         | Metalist Charków Karpaty Lwów        | Ołeh Husiew         | Dynamo Kijów                   |
| Defensywny pomocnik | Rusłan Rotań        | Dnipro Dniepropetrowsk | Serhij Rybałka       | Slovan Liberec Dynamo Kijów          | Edmar               | Metalist Charków               |
| Defensywny pomocnik | Taras Stepanenko    | Szachtar Donieck       | Kyryło Kowalczuk     | Czornomoreć Odessa                   | Maksym Małyszew     | Zoria Ługańsk                  |
| Lewy pomocnik       | Jewhen Konoplanka   | Dnipro Dniepropetrowsk | Dmytro Chomczenowski | Zoria Ługańsk                        | Artem Hromow        | Worskła Połtawa                |
| Ofensywny pomocnik  | Serhij Sydorczuk    | Dynamo Kijów           | Rusłan Malinowski    | Zoria Ługańsk                        | Denys Olijnyk       | Dnipro Dniepropetrowsk Vitesse |
| Napastnik           | Artem Kraweć        | Dynamo Kijów           | Ołeksandr Hładky     | Karpaty Lwów Szachtar Donieck        | Pyłyp Budkiwski     | Zoria Ługańsk                  |